# Jean de Wouters
Jean de Wouters (1905 - 1973) foi um inventor e engenheiro da Bélgica.
Em 1957, ele fez o Phot Calypso de Jacques-Yves Cousteau na empresa Técnica Spiro.
Durante e logo após a Segunda Guerra Mundial, trabalhou na aviação. Várias patentes foram feitas por ele para a área de aviação.